# (4673) Bortle
(4673) Bortle es un asteroide perteneciente al cinturón de asteroides, descubierto el 8 de junio de 1988 por Carolyn Shoemaker desde el Observatorio del Monte Palomar, Estados Unidos.

## Designación y nombre
Designado provisionalmente como 1988 LF. Fue nombrado Bortle en honor astrónomo estadounidense John E. Bortle, especializadio en cometas y estrellas variables.

## Características orbitales
Bortle está situado a una distancia media del Sol de 2,551 ua, pudiendo alejarse hasta 2,695 ua y acercarse hasta 2,407 ua. Su excentricidad es 0,056 y la inclinación orbital 16,19 grados. Emplea 1488 días en completar una órbita alrededor del Sol.

## Características físicas
La magnitud absoluta de Bortle es 11,8. Tiene 11,29 km de diámetro y su albedo se estima en 0,455.